# Daphnis (Zeitschrift)
Daphnis ist der Titel einer Fachzeitschrift mit literatur- und kulturwissenschaftlicher Ausrichtung und einem Schwerpunkt auf der deutschen Literatur der Frühen Neuzeit. Der Untertitel lautet dementsprechend „Zeitschrift für Mittlere Deutsche Literatur und Kultur der Frühen Neuzeit (1400–1750)“.
Die von einer Reihe internationaler Fachwissenschaftler im Jahr 1970 ins Leben gerufene Publikation erschien mit ihrem ersten Jahrgang 1972 im Verlag Walter de Gruyter in Berlin. Mit dem Band 5 wechselte sie 1976 zum Verlag Rodopi in Amsterdam. Der ursprünglich sechsköpfige Herausgeberkreis ist im Laufe der Zeit auf 15 Personen angewachsen, die Lehrstühle in Europa und Nordamerika innehaben. Die Redaktion wird derzeit von Professor Ulrich Seelbach an der Universität Bielefeld betreut.
Die Zeitschrift erscheint mit vier Heften pro Jahr, die jeweils einen Umfang von rund 200 Seiten haben, bei gegebenem Anlass jedoch zu Doppelheften zusammengefasst werden können. Neben größeren Aufsätzen werden kleinere Miszellen und Rezensionen veröffentlicht. Ab dem Jahrgang 28 (1999) steht für registrierte Abonnenten auch eine Online-Version der Zeitschrift zur Verfügung. Eine ab 1977 bei Rodopi erscheinende Beiheft-Reihe zur „Daphnis“ trägt seit 1984 den Titel „Chloe“.